# 亞東科技大學
亞東科技大學（英語：Asia Eastern University of Science and Technology  ，AEUST），簡稱亞東科大，是一所位於臺灣新北市板橋區的一所私立科技大學，前身源自於私立亞東工業技藝專科學校，由遠東集團創辦人徐有庠創辦，現任董事長為其子徐旭東。校本部與亞東紀念醫院相鄰，鄰近臺北捷運板南線亞東醫院站交通便捷，生活機能完善。
目前該校設有電通、工程、醫護暨管理三大學院，下屬11個學系、4個碩士班。與遠傳電信、新世紀資通、遠東新世紀、亞東醫院等遠東集團相關企業有合作實習關係。

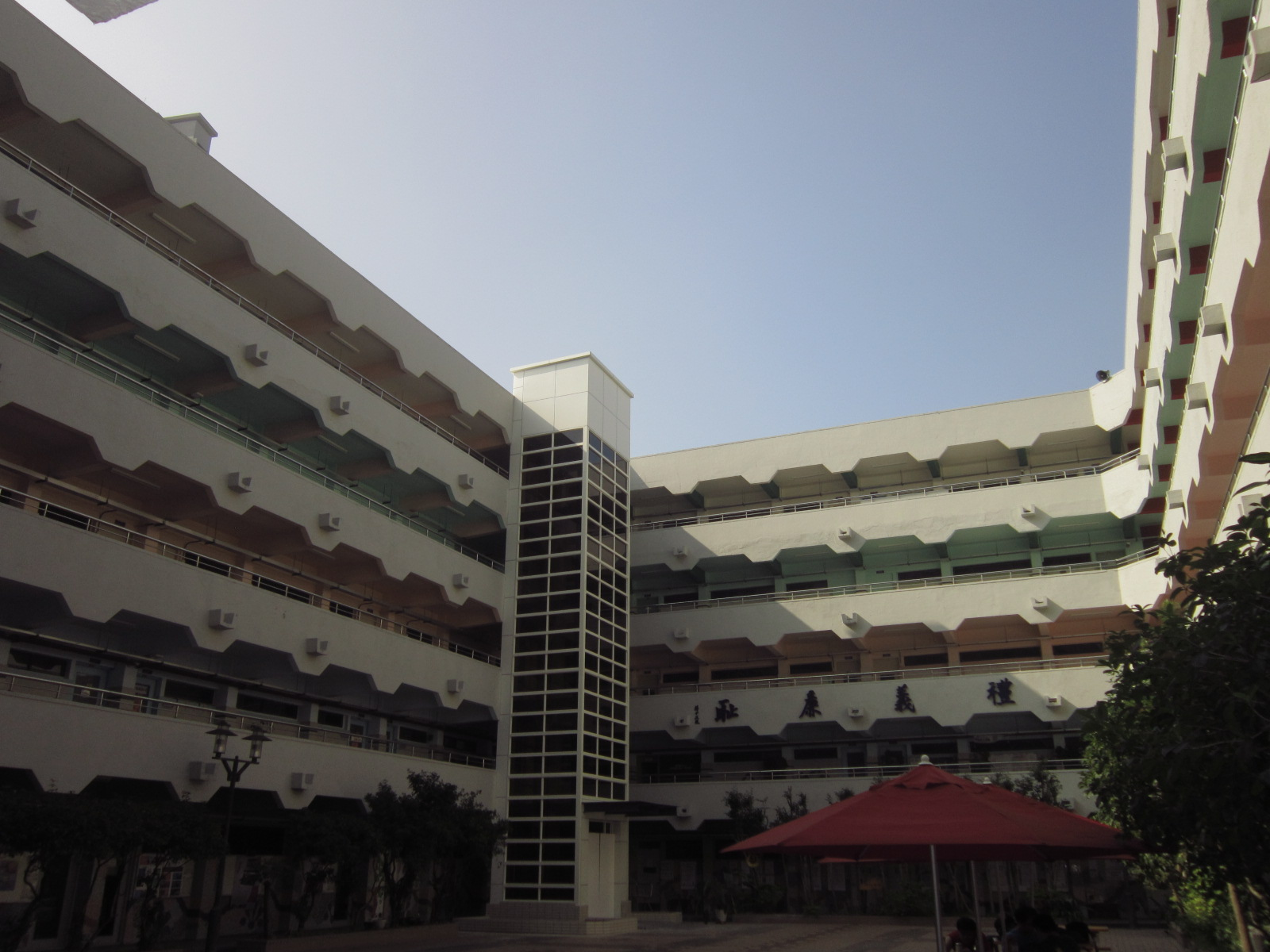
亞東科技大學方城大樓中庭一景

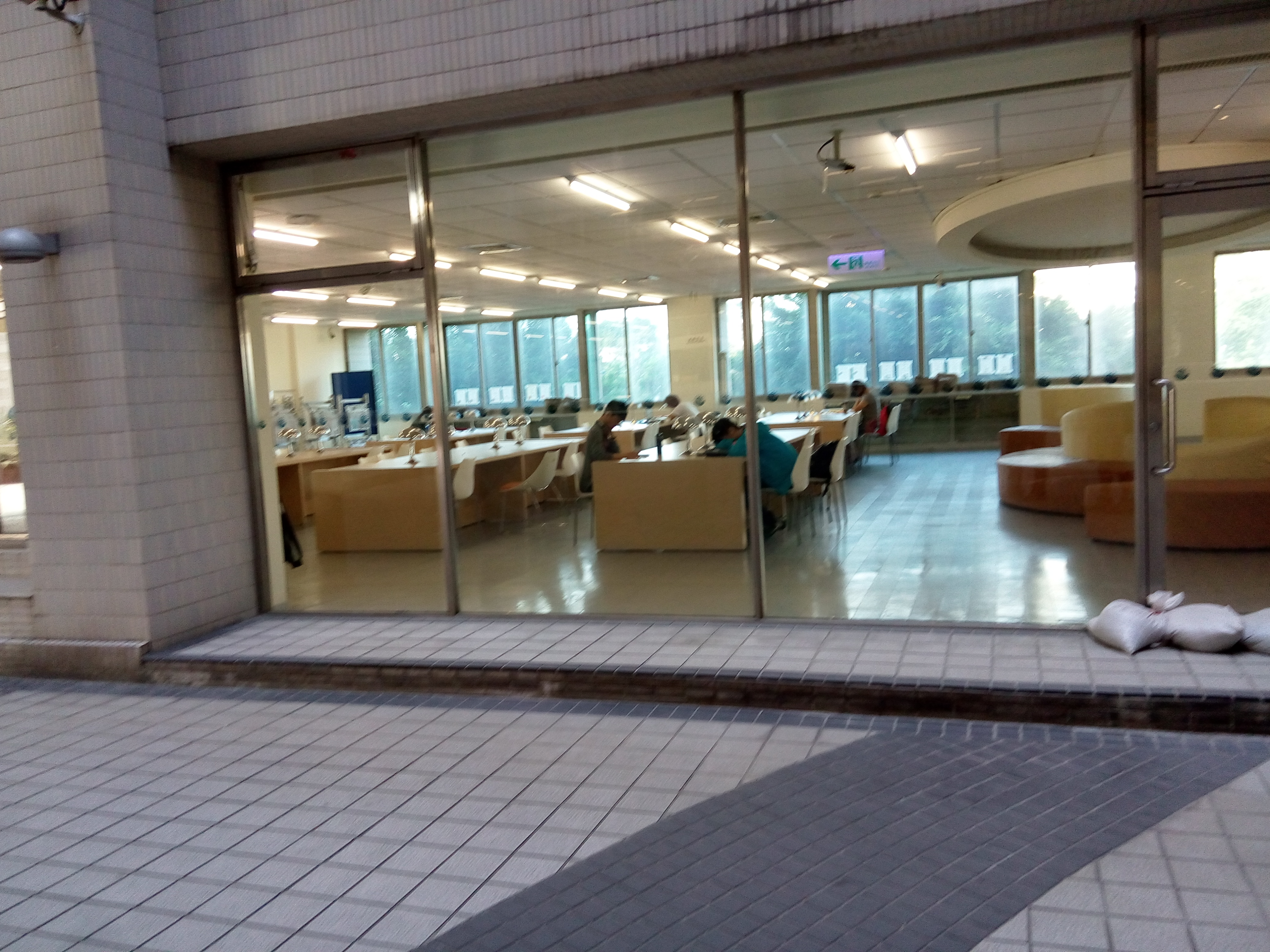
亞東科技大學圖書館的一部分，提供校外人士自修，不開放電源。

## 沿革

### 亞東工業技藝專科學校時期（1969年～1973年）
1969年，在創辦人徐有庠的「弘文明德，育才興國」理念下創設，初名私立亞東工業技藝專科學校，為全國第一所私立二年制專科學校，設紡織技術科、機械技術科、 電工技術科、電子計算機科等四科。
1971年，增設工業電子科。
1973年，經教育部核定取消「技藝」二字，改名為「亞東工業專科學校」，增設工業管理科。

### 亞東工業專科學校時期（1973年～2000年）
1973年，改名亞東工業專科學校。
1975年，增設製衣工程科。
1982年，增設夜間部。
1989年，增設工業設計科。

### 亞東技術學院時期（2000年～2021年）
2000年，改制為亞東技術學院。製衣工程科改名流行事業經營科，並於機械、電機、電子、工管四系設置二技部，及設立通識教育中心。
2001年，增設護理系、流行事業經營系、材料與纖維系，成立創新育成中心。
2002年，增設電信工程系、醫務管理系、資訊管理系、行銷與流通管理系。
2003年，增設資訊與通訊工程研究所。
2004年，流行事業經營系停招。
2006年，工業設計系改名工商業設計系。
2007年，增設老人照顧系。
2008年，增設材料應用科技研究所。
2010年，停招日間部雙軌訓練旗艦計畫專科二年制。
2011年，停招進修部學士班，材料應用科技研究所更名為應用科技研究所，增設運籌管理研究所，停招老人照顧系。
2012年，材料與纖維系增設材料應用科技組、流行織品設計組之分組。應用科技研究所改名材料與纖維系應用科技研究所；資訊與通訊工程研究所更名為通訊工程系資訊與通訊工程研究所；運籌管理研究所更名為行銷與流通管理系運籌管理研究所。停招進修部四技及日間部雙軌訓練旗艦計畫大學二年制。
2013年，通訊工程系資訊與通訊工程研究所更名為通訊工程系資訊與通訊工程碩士班，材料與纖維系應用科技研究所更名為材料與纖維系應用科技碩士班，行銷與流通管理系運籌管理研究所更名為行銷與流通管理系運籌與行銷管理碩士班。
2017年，通過技術學院綜合評鑑，符合申請改名科技大學之資格。材料與纖維系流行織品設計組改名材料與纖維系織品服裝設計組。行銷與流通管理系運籌與行銷管理碩士班行銷與流通管理系碩士班。
2018年，通訊工程系 資訊與通訊工程研究所，改名通訊工程系碩士班。
2019年，增設護理系四技日間部。

### 亞東科技大學時期（2021年～至今）
- 2021年8月1日，改名為亞東科技大學。
- 2023年，材料與纖維系改名材料織品服裝系。
- 2024年，新增護理系碩士班。

## 歷任校長
| 姓名           | 起始日期   | 卸任日期   |
| -------------- | ---------- | ---------- |
| 宋作楠         | 1969年8月  | 1970年5月  |
| 何縱炎         | 1970年8月  | 1982年5月  |
| 高明敏         | 1982年8月  | 1997年5月  |
| 程學正（代理） | 1997年5月  | 1997年8月  |
| 孟繼洛         | 1997年8月  | 2002年5月  |
| 魏嘉鎮（代理） | 2002年5月  | 2005年10月 |
| 徐澤志         | 2005年10月 | 2012年7月  |
| 饒達欽         | 2012年8月  | 2015年7月  |
| 黃茂全（代理） | 2015年8月  | 2016年1月  |
| 黃茂全         | 2016年2月  | 至今       |

## 教學單位
| 工程學院 | 機械工程系 - 汽車組 | 材料織品服裝系 - 材料應用科技組 - 織品服裝設計組 材料與纖維系應用科技碩士班 | 工商業設計系 |

| 電通學院 | 電機工程系 | 電子工程系 | 通訊工程系暨碩士班 |

| 醫護暨管理學院 | 工業管理系 | 行銷與流通管理系暨碩士班 | 資訊管理系 |
| 醫護暨管理學院 | 醫務管理系 | 護理系暨碩士班           |            |

## 歷年日間部師生比及新生註冊率
- 112學年度日間部學生人數3708，專任老師人數128，日間部師生比28.97（學生數／老師數）。[1]

- 112學年度新生註冊率88.23%。
- 113學年度新生註冊率91.82%。[2]

## 外部連結
- 亞東科技大學 （页面存档备份，存于）
- 亞東技術學院的Facebook專頁（非官方）
- 亞東技術學院學生會的Facebook專頁